# Ophiclinus antarcticus
Ophiclinus antarcticus är en fiskart som beskrevs av François Louis Nompar de Caumont de Laporte 1872. Ophiclinus antarcticus ingår i släktet Ophiclinus och familjen Clinidae. Inga underarter finns listade i Catalogue of Life.